# Valkosel Ridge
Valkosel Ridge (englisch; bulgarisch хребет Вълкосел chrebet Walkossel) ist ein schmaler, in nord-südlicher Ausrichtung 8,8 km langer, 1,6 km breiter und bis zu 1050 m hoher Gebirgskamm in den Aristotle Mountains an der Oskar-II.-Küste des Grahamlands auf der Antarktischen Halbinsel. Er ragt in den südlichen Ausläufern des Mount Sara Teodora 5,29 km südsüdwestlich dessen Gipfels, 4,73 km westlich des Chintulov Ridge, 11,71 km nördlich des Bildad Peak und 8,06 km ostnordöstlich des Mount Fedallah auf. Der Belogradtschik-Gletscher liegt westlich, der Ambergris-Gletscher östlich und der Flask-Gletscher südlich von ihm.
Britische Wissenschaftler kartierten ihn 1976. Die bulgarische Kommission für Antarktische Geographische Namen benannte ihn 2013 nach der Ortschaft Walkossel im Südwesten Bulgariens.